# Comuna Beuca, Teleorman
Beuca este o comună în județul Teleorman, Muntenia, România, formată din satele Beuca (reședința) și Plopi.

## Așezare
Comuna se află în partea nordică a județului, în Câmpia Găvanu-Burdea și este așezat pe terasele și în lunca râului Burdea. Este străbătută de râul Burdea, iar la est trece pârâul Zâmbreasca este un afluent al râului Burdea și se varsă în acesta în zona padurii Bogheșoaia. Comuna este străbătută de magistrala feroviară M907 având o gară (Gara Beuca, la nordul satului Beuca) și Halta Beuca Sat. Legăturile comunei cu cel mai apropiat municipiu, Roșiori de Vede (~ 18 km), se realizează prin DJ 612B până la Satul Vechi, după aceea prin DJ 612A până la Roșiori de Vede. DJ 612B intersectează DN 65A, la marginea satului Dobrotești și de aici se mai face încă odată legătura cu municipiul Roșiori de Vede. Prin DN 65A se face legătura cu municipiul Pitești.

## Istorie
La sfârșitul secolului al XIX-lea, comuna făcea parte din plasa Teleormanului a județului Teleorman și era alcătuită, ca și acum din satele Beuca și Plopi. În comună exista o școală mixtă cu 25 de elevi și o biserică.
Anuarul Socec din 1925 consemnează comuna în plasa Tecuci-Kalinderu a aceluiași județ, cu o populație de 1330 de locuitori.
În anul 1950, comuna a trecut în administrația raionului Zimnicea al regiunii Teleorman, raion care, doi ani mai târziu, a fost inclus în regiunea București.
În anul 1968, comuna a trecut la județul Teleorman dar a fost desființată imediat, iar satele ei au trecut la comuna Drăcșenei. Comuna a fost reînființată în 2004, cu aceiași structură.

## Demografie
Componența etnică a comunei Beuca
     Români (93,53%)
     Alte etnii (0%)
     Necunoscută (6,47%)
Componența confesională a comunei Beuca
     Ortodocși (92,3%)
     Alte religii (0,96%)
     Necunoscută (6,74%)
Conform recensământului efectuat în 2021, populația comunei Beuca se ridică la 1.143 de locuitori, în scădere față de recensământul anterior din 2011, când fuseseră înregistrați 1.371 de locuitori. Majoritatea locuitorilor sunt români (93,53%), iar pentru 6,47% nu se cunoaște apartenența etnică. Din punct de vedere confesional, majoritatea locuitorilor sunt ortodocși (92,3%), iar pentru 6,74% nu se cunoaște apartenența confesională.

## Politică și administrație
Comuna Beuca este administrată de un primar și un consiliu local compus din 9 consilieri. Primarul, Eugen-Stan Bădăuță[*], de la Partidul Național Liberal, este în funcție din 1 noiembrie 2024. Începând cu alegerile locale din 2024, consiliul local are următoarea componență pe partide politice:
|  | Partid                     | Consilieri | Componența Consiliului | Componența Consiliului | Componența Consiliului | Componența Consiliului |
|  | -------------------------- | ---------- | ---------------------- | ---------------------- | ---------------------- | ---------------------- |
|  | Partidul Social Democrat   | 4          |                        |                        |                        |                        |
|  | Partidul Național Liberal  | 4          |                        |                        |                        |                        |
|  | Partidul Mișcarea Populară | 1          |                        |                        |                        |                        |